# Pradosia montana
Pradosia montana – gatunek rośliny należący do rodziny sączyńcowatych. Jest gatunkiem występującym na terenie Ekwadoru.